# Une chasse dangereuse

Une chasse dangereuse est un recueil, composé en 1979 par Jacques Sadoul, de sept nouvelles de science-fiction écrites entre 1953 et 1958 par Clifford D. Simak (États-Unis).

## Résumés
- Une chasse dangereuse (The World that couldn't be) : Sur une lointaine planète, un animal décime les récoltes d'une plante fort prisée sur Terre. Un colon chassera l'animal, mais il devra affronter une créature de plus en plus intelligente jusqu'à en devenir la proie.
- Pour sauver la guerre (The Civilization Game) : Sur la Terre qui subit la pax galactica, les hommes veulent s'entretuer ? Ils le peuvent, dans le confort d'un terrain de jeu réaliste.
- Plus besoin d'hommes (How-2) : Si enfanter est typique aux êtres vivants, est-ce qu'un robot peut, lui aussi, enfanter ? Avec l'aide d'une brochette de brillants avocats, un tribunal devra trancher, mais aura à faire face à non pas une armée de robots, mais à une famille de robots.
- la Planète aux pièges (Junkyard) : Sur Terre, perdre la mémoire est, dit-on, un phénomène naturel. Des explorateurs sur une lointaine planète découvriront que perdre la mémoire est programmé.
- Jardinage (Green Thumb) : Si l'homme est le plus évolué sur la Terre, il existe certainement une plante qui est la plus évoluée sur sa planète. La cohabitation d'un tel être avec un homme ne sera pas de tout repos.
- Opération Putois (Operation Stinky) : Si des êtres ont la main verte, d'autres ont peut-être la « main mécanique » ? Un vieil homme fera connaissance d'un être doté de ce don, pour le plus grand plaisir de plusieurs.
- Projet Mastodonte (Project Mastodon) : Le voyage dans le temps, quoi qu'on en dise, demande une bonne préparation, et de puissants commanditaires. Des explorateurs déterminés décrouvriront, à la dure, toute l'importance de ces deux choses.